# گاستون پرنداتو
گاستون پرنداتو (انگلیسی: Gastone Prendato; ۴ مارس ۱۹۱۰ – 1980) بازیکن فوتبال اهل ایتالیا بود.
از باشگاه‌هایی که در آن بازی کرده‌است می‌توان به باشگاه فوتبال پادوا، باشگاه فوتبال آ.اس. رم، باشگاه فوتبال فیورنتینا، و باشگاه فوتبال یوونتوس اشاره کرد.